# DN21
De DN21 (Drum Național 21 of Nationale weg 21) is een weg in Roemenië. Hij loopt van Brăila via Însurăței en Slobozia naar Călărași. De weg is 132 kilometer lang.

## Europese wegen
De volgende Europese weg loopt met de DN21 mee:
- Brăila - Slobozia